# Casimir III de Poméranie
Pour les articles homonymes, voir Casimir III.
Casimir III de Poméranie (en polonais Kazimierz III, en allemand Kasimir III.), connu aussi sous le nom de Casimir III de Szczecin, est né vers 1348 et il est mort le 24 août 1372. Il est duc de Poméranie (Duché de Szczecin).
Casimir III est le fils de Barnim III le Grand et d’Agnès, la fille du duc Henri II de Brunswick-Grubenhagen. Il est le frère ainé de Świętobór Ier et de Bogusław VII. De 1357 à 1367, il est éduqué à la cour de Charles IV à Prague.
Au cours de la seconde moitié du XIVe, la Poméranie se décompose. Les villes hanséatiques mènent leur propre politique, entrent en conflit avec le Danemark, sans que les ducs poméraniens ne puissent intervenir efficacement dans les évènements. Après les décès de Barnim IV (le duc de Wolgast et de Rügen) en 1365 et de Barnim III le Grand (le duc de Szczecin) en 1368, la Poméranie est divisée entre les héritiers et s’affaiblit.
Les jeunes ducs de Szczecin doivent immédiatement faire face à des attaques du margrave de Brandebourg dans le Neumark et dans l’Uckermark. Un cessez-le-feu intervient en 1369. À la suite de l’intervention de Valdemar IV de Danemark, ils sont contraints d’abandonner l’Uckermark dans un traité de paix signé avec le Brandebourg le 20 juillet 1371.
Avec la reprise des combats dans le Neumark et dans l’Uckermark, les ducs de Szczecin s’allient avec le Mecklembourg le 3 mars 1372.
Assiégé à Chojna, dans le Neumark, Casimir III est gravement blessé et meurt quelques jours plus tard à Szczecin, le 24 août 1372. Il y est inhumé dans l’église Saint-Othon.